# Passiflora aurantioides
Passiflora aurantioides är en passionsblomsväxtart som först beskrevs av Karl Moritz Schumann, och fick sitt nu gällande namn av Krosnick. Passiflora aurantioides ingår i släktet passionsblommor, och familjen passionsblomsväxter. Inga underarter finns listade i Catalogue of Life.